# Mick McCarthy
Michael Joseph McCarthy (7 de febrer de 1959) és un exfutbolista irlandès de la dècada de 1980 i entrenador.
Fou 57 cops internacional amb la selecció de la República d'Irlanda amb la qual participà en la Copa del Món de futbol de 1990. Pel que fa a clubs, defensà els colors de Barnsley FC, Manchester City FC, Celtic FC, Olympique de Lió, i Millwall FC.
Ha destacat com a entrenador a l'Ipswich Town FC

## Referències

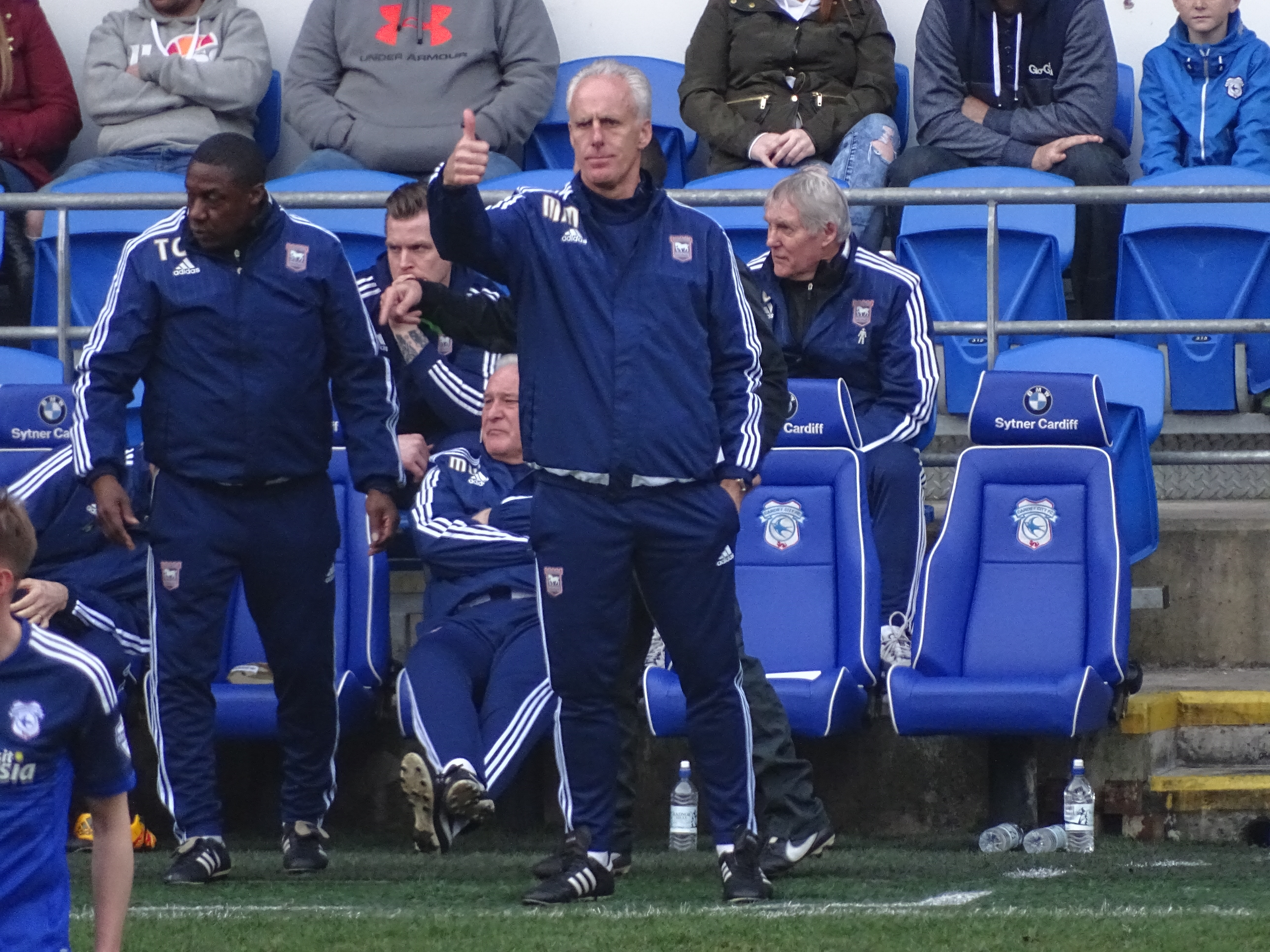
McCarthy entrenador a Ipswich Town FC el 2016.